# X Games California 2024
La XXXVI edición de los X Games se celebró en Ventura (Estados Unidos) entre el 27 y el 30 de junio de 2024 bajo la organización de la empresa Sonic Drive-In.

## Medallistas

### Masculino
| Evento               | Oro                               | Plata                      | Bronce                         |
| -------------------- | --------------------------------- | -------------------------- | ------------------------------ |
| Parque               | Marcus Christopher Estados Unidos | Kevin Peraza · México      | José Torres Argentina          |
| Parque – Mejor truco | Kevin Peraza · México             | Mike Varga · Canadá        | Daniel Sandoval Estados Unidos |
| Dirt                 | Brady Baker Estados Unidos        | Brandon Loupos Australia   | Mike Varga · Canadá            |
| Dirt – Mejor truco   | Ryan Williams Australia           | Brady Baker Estados Unidos | Jaie Toohey Australia          |
| Calle                | Kevin Peraza · México             | Jordan Godwin Reino Unido  | Lewis Mills Australia          |

### Femenino
| Evento | Oro                           | Plata                         | Bronce                    |
| ------ | ----------------------------- | ----------------------------- | ------------------------- |
| Parque | Hannah Roberts Estados Unidos | Perris Benegas Estados Unidos | Kim Lea Müller · Alemania |